# X-RAY (携帯電話)
X-RAY（えっくす れい）は、東芝が開発・製造し、富士通東芝モバイルコミュニケーションズ（現・FCNT）によって発売された、auブランドを展開するKDDIおよび沖縄セルラー電話のCDMA 1X WIN対応音声用端末である。製造型番はTSX06（てぃーえすえっくす ぜろろく）。デザインは吉岡徳仁。

## 概要
- 既存のREGZA Phone T004（TS004）を基本に再設計・再開発されたiidaブランドの第8弾にあたる（後に発売されたT008のベースモデルとなる。）。
- 透き通った筐体が特徴の折りたたみ式音声用端末。デザインは吉岡徳仁が担当している。ただしT004と異なり防水機能は技術的な面で見送られており、当機種には搭載されていない。
- 本機のボディには材料メーカーとガラスメーカーが共同開発した新素材「タフロン ネオ αシリーズ」が用いられており、ガラス繊維とポリカーボネートを混合させることで、透明感と高級感を両立させることに成功した。背面には、本機のために開発した7×102ドットマトリクスのLEDサブディスプレイを備え、時刻や着信、メール受信などを文字で知らせることが可能である。
- 本機は既存のau端末としては初となる下り9.2Mbps／上り5.5Mbpsのデータ通信によるWIN HIGH SPEED（CDMA2000 1xEV-DO MC-Rev.A(EV-DO MC)）に対応している。ただし無線LAN（Wi-Fi WINおよびWi-Fi WINカード）には非対応。

## 沿革
- 2010年（平成22年）8月19日 - 連邦通信委員会（FCC）を通過。
- 2010年10月18日 - KDDIより公式発表。
- 2010年11月5日 - 全国にて一斉発売。
- 2011年（平成23年）10月3日 - 2011年グッドデザイン賞を受賞[3]。
- 2011年12月 - auオンラインショップを除き全て販売終了。
- 2012年（平成24年）7月22日 - L800MHz帯（旧800MHz帯・CDMA Bandclass 3）によるサービスの停波によりそれ以降はN800MHz（新800MHz帯・CDMA Bandclass 0 Subclass 2）帯および2GHz（CDMA Bandclass 6）帯の各サービスで利用する事となる。
- 2022年3月31日 - 同キャリアにおける3Gサービスの完全終了・停波により、当機種は全て使用不可となる[4][5]。

## 主な機能・サービス
- ダウンロードフォント
- 電子辞書
- カスタマイズキー
- au one メール
- カチャブル
- フェイク着信
- ECOモード
- フォトビューア
- 地デジ持ち出し

など
| 主な対応サービス                                                                        | 主な対応サービス                                                 | 主な対応サービス                                                                 | 主な対応サービス                                              |
| --------------------------------------------------------------------------------------- | ---------------------------------------------------------------- | -------------------------------------------------------------------------------- | ------------------------------------------------------------- |
| LISMO! (着うたフル) (着うたフルプラス) (LISMOビデオクリップ) (LISMO Video) (LISMO Book) | EZケータイアレンジ                                               | バーコードリーダー&メーカー                                                      | PCサイトビューアー                                            |
| au BOX                                                                                  | ワイヤレスミュージック (カーナビ×LISMO!対応)                     | au Smart Sports Run & Walk Karada Manager ゴルフ フイットネス カロリーカウンター | EZナビウォーク                                                |
| EZ助手席ナビ                                                                            | 安心ナビ                                                         | 災害時ナビ                                                                       | ナカチェン                                                    |
| EZアプリ FullGame! Bluetooth対戦                                                        | EZアプリ（J・B）                                                 | オープンアプリプレイヤー                                                         | PCドキュメントビューアー                                      |
| EZケータイアレンジ アレンジメニュー                                                     | au oneガジェット マルチプレイウィンドウ クイックアクセスメニュー | じぶん銀行アプリ                                                                 | EZ・FM                                                        |
| EZチャンネル EZチャンネルプラス EZニュースフラッシュ EZニュースEX                       | Touch Message                                                    | EZFeliCa                                                                         | ケータイ de PCメール                                          |
| デコレーションメール                                                                    | デコレーションアニメ                                             | 緊急地震速報                                                                     | 緊急通報位置通知                                              |
| EZテレビ（ワンセグ）                                                                    | グローバルパスポート (CDMA・GSM)                                 | 赤外線通信 (IrDA)                                                                | WIN HIGH SPEED Bluetooth auフェムトセル 無線LAN （Wi-Fi WIN） |

## 注
1. ↑  2012年7月23日より利用不可
2. ↑  Class2以上を推奨
3. ↑  グッドデザインファインダー「2011年度　グッドデザイン賞　受賞」 - 2011年10月6日閲覧
4. ↑  auの3Gサービス「CDMA 1X WIN」が2022年3月末をもって終了　VoLTE非対応4G LTE端末も対象 - ITmedia 2018年11月16日
5. ↑  「CDMA 1X WIN」サービスの終了について - KDDI 2018年11月16日
6. ↑  Bluetoothに対応した2009年モデル以降の一部のトヨタ純正カーナビ（2009年モデルでの例・NHZA-W59G、NSDT-W59）が必要。
7. ↑  ただし2画面同時表示には非対応。